# エーペ

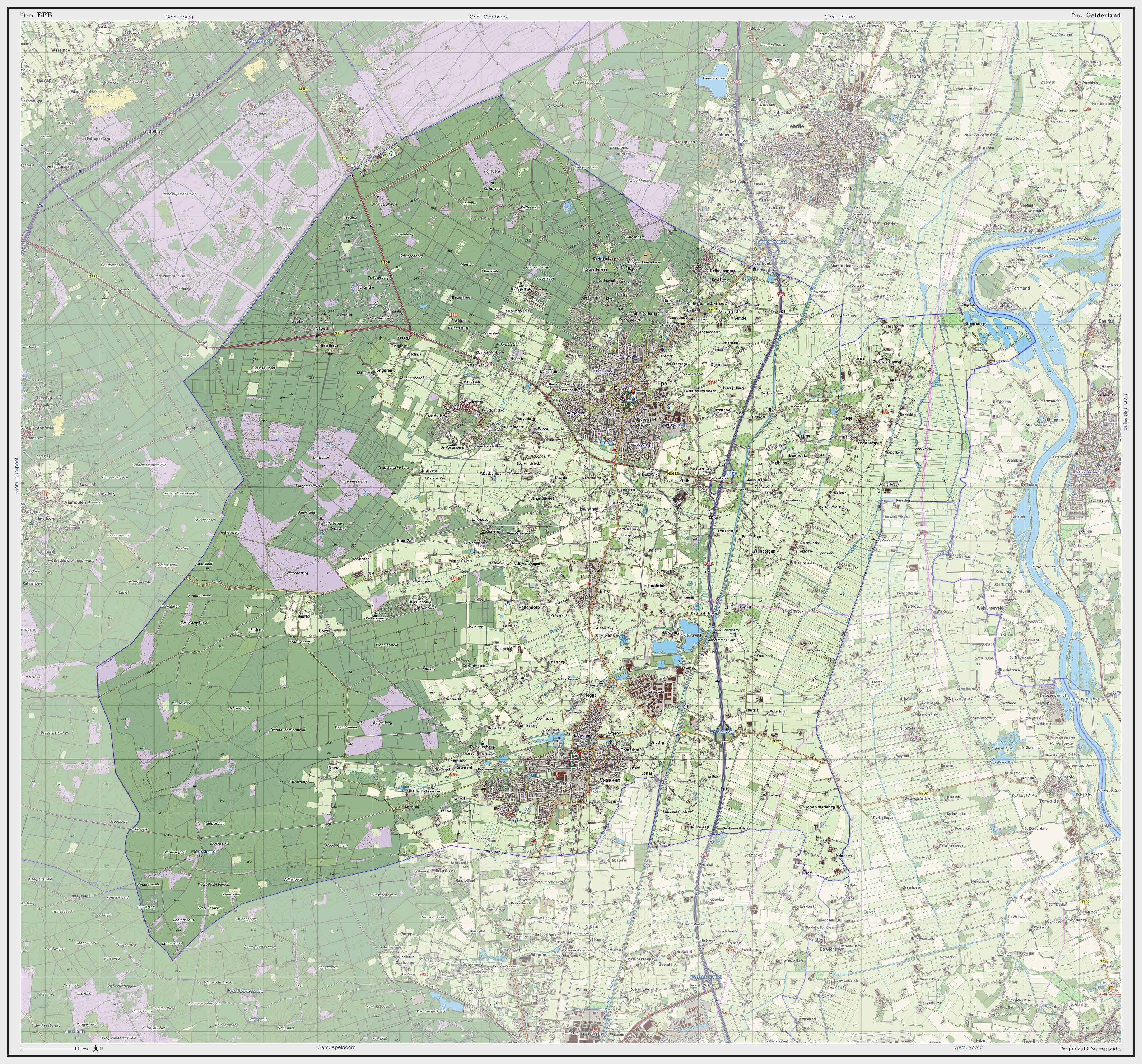
2013年7月のエーペの地図

エーペ（オランダ語: Epe、[ˈeːpə] ( 音声ファイル)）は、オランダ東部の基礎自治体（ヘメーンテ）、町。2007年1月1日の人口はエーペ町が1万5593人、基礎自治体としてのエーペ市が3万2989人である。アペルドールンの北16km、ズヴォレの南21kmに位置する。
もうひとつ主要な市内の町に、エーペ町とアペルドールンの中間にあるファーセン町（Vaassen、1万2739人）がある。ファーセンにはデ・カネンブルフ (De Cannenburgh) と呼ばれる興味深い城があり、ガイド同伴であれば観光客も入場することができる。エーペ、ファーセンとウネ村（Oene）に一箇所ずつ、美しい中世の教会がある。そのほかエムスト（Emst）、ホルテル（Gortel）、トンゲレン（Tongeren）、ウィッセル（Wissel）、ズーク（Zuuk）の村々がある。

## ゆかりの人物
- マルク・オーフェルマルス（1973年 - ） アヤックスやアーセナル、バルセロナでプレイしたサッカー選手。エムスト出身
- テーン・ムルダー（1981年 - ） トラックレースの自転車競技選手。ズーク出身
- エステル・ハルト（1970年 - ） 歌手。エーペ出身

## 姉妹都市
- ライェツケー・テプリツェ（スロバキア）